# Beweging van het Nieuwe Leven
De Beweging van het Nieuwe Leven (traditioneel Chinees: 新生活運動; vereenvoudigd Chinees: 新生活运动; pinyin: Xīn Shēnghuó Yùndòng) was een Chinese beweging die door de aanhangers van Chiang Kai-shek was opgericht om "Chinese en westerse waarden" te propageren.
De beweging was bedoeld als poging om de Chinezen kennis te laten maken met westerse en confucianistische waarden. Zo werden Chinese vrouwen geacht beschaafde kleding te dragen. Mannen moesten beschaafd zijn in de omgang en zich niet in het openbaar met ongetrouwde vrouwen vertonen. Belangrijke persoonlijkheid binnen de Beweging van het Nieuwe Leven was de echtgenote van Chiang, Song Meiling. De beweging verliep voor de communistische machtsovername in 1949 maar werd vrijwel in een gewijzigde vorm en met een andere naam door de communisten voortgezet om de moraal hoog te houden (de Chinese communisten waren bekend om hun hoge moraal).